# Lotorps IF
Lotorps IF är en idrottsförening i Lotorp, Sverige. Klubben bildades den 15 mars 1923 och har bland annat spelat tre säsonger i Sveriges högstadivision i bandy för damer. Damfotbollslaget spelade tre säsonger i Sveriges högsta division under perioden 1978-1997.

### Fotnoter
1. ↑  ”Lotorps IF”. Finspong. Arkiverad från originalet den 12 augusti 2007. https://web.archive.org/web/20070812203403/http://www.finspong.se/1900/idrott/lototext.htm. Läst 15 oktober 2011.
2. ↑  ”Maratontabell till och med 2018/19”. Svenska Bandyförbundet. 10 mars 2019. Arkiverad från originalet den 25 mars 2020. https://web.archive.org/web/20200325140559/https://www.svenskbandy.se/globalassets/svenska-bandyforbundet/pdf-filer/tavling--resultat/damallsvenskan/maratontabell-elitserien-dam-20191105.pdf. Läst 25 mars 2020.
3. ↑  Jimmy Lindahl (10 mars 2004). ”Maratontabell för högsta damserien 1978-2003”. Bolletinen. http://www.bolletinen.se/sfs/pdf/stat_d_maraton_1978_2003_maratontab_f_hogsta_damserien.pdf. Läst 14 oktober 2013.